# Jean-Charles Marchiani
Jean-Charles Marchiani (ur. 6 sierpnia 1943 w Bastii) – francuski polityk, prawnik, funkcjonariusz wywiadu, poseł do Parlamentu Europejskiego w latach 1999–2004. Negocjował skutecznie uwolnienie francuskich zakładników w Libanie i w Bośni. Kawaler Legii Honorowej.

## Życiorys
Kształcił się w Instytucie Studiów Politycznych w Aix-en-Provence, a także na Uniwersytecie Paryż I.
Od końca lat 60. związany z instytucjami wywiadu francuskiego: Służbą Dokumentacji Zagranicznej i Kontrwywiadu (SDECE) i jej następczynią Dyrekcją Generalną Bezpieczeństwa Zewnętrznego (DGSE).
Pracował w koncernie samochodowym Peugeot, później na kierowniczych stanowiskach w spółkach prawa handlowego. Był w międzyczasie (1986–1988) członkiem gabinetu politycznego ministra spraw wewnętrznych, Charles’a Pasqua. Współpracował z nim także w okresie ponownego pełnienia tej funkcji w latach 1993–1995.
Jean-Charles Marchiani stał się publicznie znany w 1988. Negocjował wówczas zwolnienie dwóch dyplomatów i dziennikarza przetrzymywanych od trzech lat przez bojówki Hezbollahu. Prowadził osobiście rozmowy z wysłannikami terrorystów, a także w przedstawicielami władz Syrii i Iranu. Ostatecznie trójka zakładników została zwolniona w 1998. W 1995 prezydent Jacques Chirac polecił mu przeprowadzić nieoficjalne negocjacje z bośniackimi nacjonalistami, przetrzymującymi dwóch zestrzelonych francuskich pilotów. Akcja ta zakończyła się uwolnienie obu lotników.
W latach 1995–1997 sprawował urząd prefekta departamentu Var. W wyborach w 1999 z ramienia Zgromadzenia na rzecz Francji uzyskał mandat posła do Parlamentu Europejskiego V kadencji. Był członkiem grupy Unii na rzecz Europy Narodów oraz Komisji Spraw Zagranicznych, Praw Człowieka, Wspólnego Bezpieczeństwa i Polityki Obronnej. W PE zasiadał do 2004.
W późniejszych latach był sądzony w sprawach korupcyjnych. W 2007 skazano go na karę trzech lat pozbawienia wolności, którą częściowo odbył. Został ułaskawiony przez prezydenta Nicolasa Sarkozy’ego.